# Abdominalpor
Abdominalporer benämns inom zoologin de oftast pariga öppningarna i bakre delen av bukväggen, som finns hos många "lägre ryggradsdjur" (fiskar och amfibier) och har till uppgift att förmedla en direkt förbindelse mellan bukhåligheten och den yttre världen.
De så benämnda öppningarna kan dock inte i alla fall anses som anatomiskt likvärdiga. Sålunda förekommer hos lansettfisken en abdominalpor, som respirationsvattnet förs ut genom, ur håligheten som omger gältarmen. Hos rundmunnarna tjänst gör ett par som utförsgångar för könsprodukterna och är uppenbarligen ej homologa med lansettfiskens abdominalpor. Hos broskfiskar och ganoider förekommer abdominalporer rätt allmänt, men endast undantagsvis hos benfiskar. Hos fiskarna fyller de funktioner inom exkretionen.